# Движение 4 мая

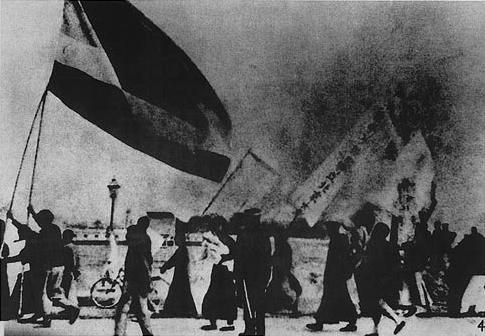
Студенты в Пекине во время демонстрации 4 мая 1919 г.

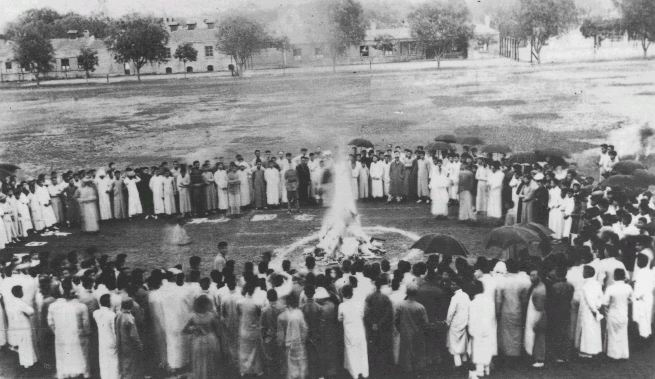
Китайские студенты сжигают японские изделия в знак протеста против продолжающегося контроля Японии над полуостровом Шаньдун.

Движение «Четвёртого мая» (кит. трад. 五四運動, упр. 五四运动, пиньинь Wǔsì yùndòng) — массовое антиимпериалистическое (преимущественно антияпонское) движение в Китае в мае — июне 1919 года, возникшее под влиянием Октябрьской революции в России. Развернулось в ответ на решение Парижской мирной конференции не возвращать Китаю захваченные Японией бывшие германские концессии в провинции Шаньдун. 
Началось 4 мая 1919 года в Пекине студенческой демонстрацией протеста, около 3000 студентов, против этого решения, заполнивших тогда еще небольшую площадь Тяньаньмэнь перед одноименными воротами Запретного города. Студенты скандировали лозунги с призывом отвергнуть японские требования 21-го договора и отказаться от подписания Версальского договора. Правительство республики в Пекине приступило к разгону протестов и арестовало множество студентов, спровоцировав беспорядки и протесты во многих городах Китая.
В начале июня в активную борьбу включились рабочие вместе с широкими средними городскими слоями и мелкой буржуазией. Главный центр движения переместился из Пекина в Шанхай, где забастовали 50—70 тысяч рабочих, а также почти все торговцы. Под нажимом народных масс Пекинское правительство было вынуждено заявить о непризнании Версальского мирного договора и снять с постов наиболее скомпрометировавших себя государственных деятелей. 
В широком смысле, движение 4 мая обозначило поворот во взглядах китайской интеллигенции: массовую переориентацию с традиционной культуры на вестернизацию.
Движение затронуло все стороны интеллектуальной жизни Китая: оно ознаменовалось распространением разговорного языка байхуа, пересмотром конфуцианских этических норм, критикой традиционной историографии, новыми требованиями к образованию, осмыслением республиканской формы правления вместе с распространением новых политических теорий: национализма, социал-дарвинизма и социализма.
«Движение 4 мая» ускорило распространение марксизма в Китае. Это движение стало как бы прологом единого антиимпериалистического фронта, сформировавшегося пять лет спустя.